# Daishen Nix
Daishen Nix (Fairbanks, Alaska; 13 de febrero de 2002) es un baloncestista estadounidense que pertenece a la plantilla de los Sacramento Kings. Con 1,91 metros de estatura, juega en la posición de base.

## Trayectoria deportiva

### Instituto
Nix nació en Fairbanks, Alaska y se crio en Anchorage. A la edad de 13 años se trasladó a Las Vegas, Nevada, siguiendo el consejo de su madre, para ganar más exposición con el baloncesto y vivir más cerca de su familia extendida. Asistió al instituto Trinity International School, En su temporada júnior, promedió 19,9 puntos, 6,2 rebotes y 5,1 asistencias por partido, lo que llevó a su equipo a su segundo título consecutivo de la División I de la Asociación Nacional de Atletismo de Escuelas Cristianas (NCSAA). Ya en su temporada sénior fue seleccionado para disputar el prestigioso McDonald's All-American Game, que acabó siendo suspendido debido a la pandemia COVID-19.
El 28 de abril de 2020, aunque se había comprometido previamente con UCLA, anunció que renunciaría a su elegibilidad universitaria para unirse al equipo de NBA G League Ignite.

### Profesional
El 28 de abril de 2020, Nix firmó un contrato de un año por 300 000 dólares con NBA G League Ignite, un equipo de desarrollo afiliado a la NBA G League. Explicó su decisión diciendo: "Creo que fue lo correcto para mí porque era una cuestión de familia y de mí mismo. Jugar en la G League básicamente me está preparando para el draft de la NBA. Es solo un paso por debajo de la NBA". Promedió 8,8 puntos, 5,3 rebotes y 5,3 asistencias por partido.
Tras no ser elegido en el Draft de la NBA de 2021, disputó las Ligas de Verano de la NBA con los Philadelphia 76ers. El 25 de agosto de 2021 firmó contrato con los Houston Rockets, el cual se convirtió en dual el 16 de octubre, lo que le permitiría jugar además en el filial de la G League, los Rio Grande Valley Vipers
El 15 de febrero de 2022, los Rockets convirtieron su contrato en estándar.
Tras dos temporadas en Houston, el 29 de junio de 2023, es cortado por los Rockets. En septiembre firma por los Minnesota Timberwolves, un contrato que se convirtió en dual a una semana del comienzo de la competición. Es despedido el 3 de enero de 2025. El 11 de enero se unió de nuevo a los Rio Grande Valley Vipers. El 8 de febrero firmó un contrato de diez días con los Sacramento Kings.

## Estadísticas de su carrera en la NBA

### Temporada regular
| Año     | Equipo    | PJ | PT | MPP  | %TC  | %3P  | %TL  | RPP | APP | ROB | TPP | PPP |
| ------- | --------- | -- | -- | ---- | ---- | ---- | ---- | --- | --- | --- | --- | --- |
| 2021-22 | Houston   | 24 | 0  | 10.9 | .403 | .269 | .533 | 1.4 | 1.7 | .6  | .0  | 3.2 |
| 2022-23 | Houston   | 57 | 7  | 16.0 | .342 | .286 | .667 | 1.7 | 2.3 | .5  | .1  | 4.0 |
| 2023-24 | Minnesota | 15 | 0  | 3.3  | .375 | .353 | .500 | .2  | .4  | .3  | .0  | 1.8 |
| 2024-25 | Minnesota | 3  | 0  | 4.3  | .000 | .000 | .500 | 1.3 | 1.0 | .0  | .0  | .3  |
| Total   | Total     | 99 | 7  | 12.5 | .356 | .288 | .595 | 1.4 | 1.8 | .5  | .1  | 3.3 |